# Cryphia confinis
Cryphia confinis är en fjärilsart som beskrevs av Franz Dannehl 1925. Cryphia confinis ingår i släktet Cryphia och familjen nattflyn. Inga underarter finns listade i Catalogue of Life.